# Jasminum angulare
Jasminum angulare es una especie de arbusto de la familia de las oleáceas. Es originaria de Sudáfrica. 

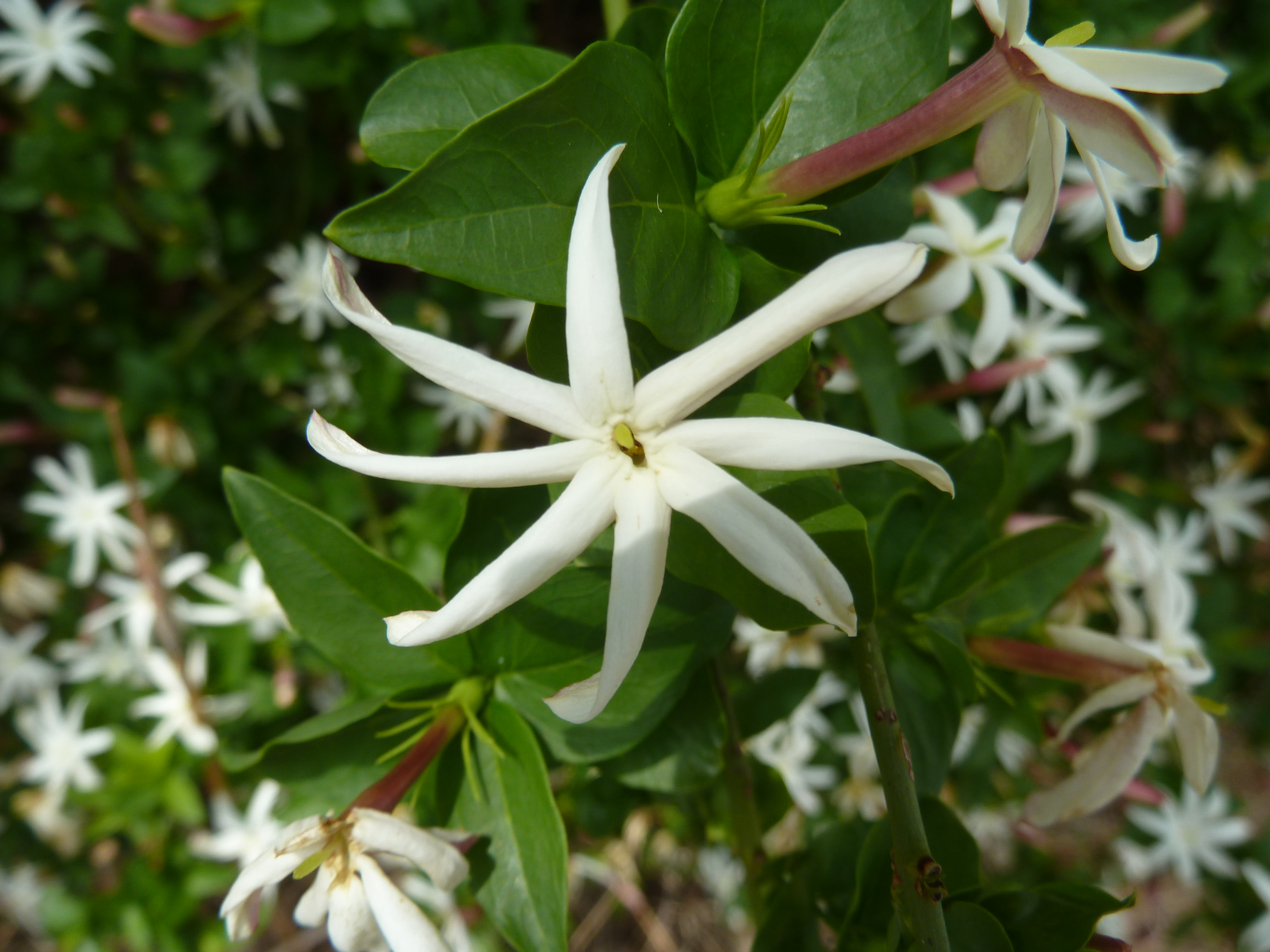
Detalle de la flor

## Descripción
Es una planta trepadora que se puede cultivar en el sol o media sombra. Produce masas de flores blancas, aromáticas, en forma de estrella que atrae a una gran variedad de aves. Esta es una de las aproximadamente 10 especies de Jasminun que aparecen naturalmente en Sudáfrica.

## Taxonomía
Jasminum angulareJasminum angulare  fue descrita por Martin Vahl y publicado en Symbolae Botanicae Upsaliensis 3: 1. 1794.
Etimología
Ver: Jasminum
angulare: epíteto latino que significa "angular".
Sinonimia
- Jasminum angulare var. glabratum E.Mey.
- Jasminum capense Thunb.
- Jasminum capense var. glabratum E.Mey.
- Jasminum natalense Gilg & G.Schellenb.[5][6]